# Ploos van Amstel
Die Familie Ploos van Amstel ist dem niederländischen Patriziat und dem Adel zugehörig. Diverse Mitglieder führten auch einen französischen Adelstitel.

## Historie

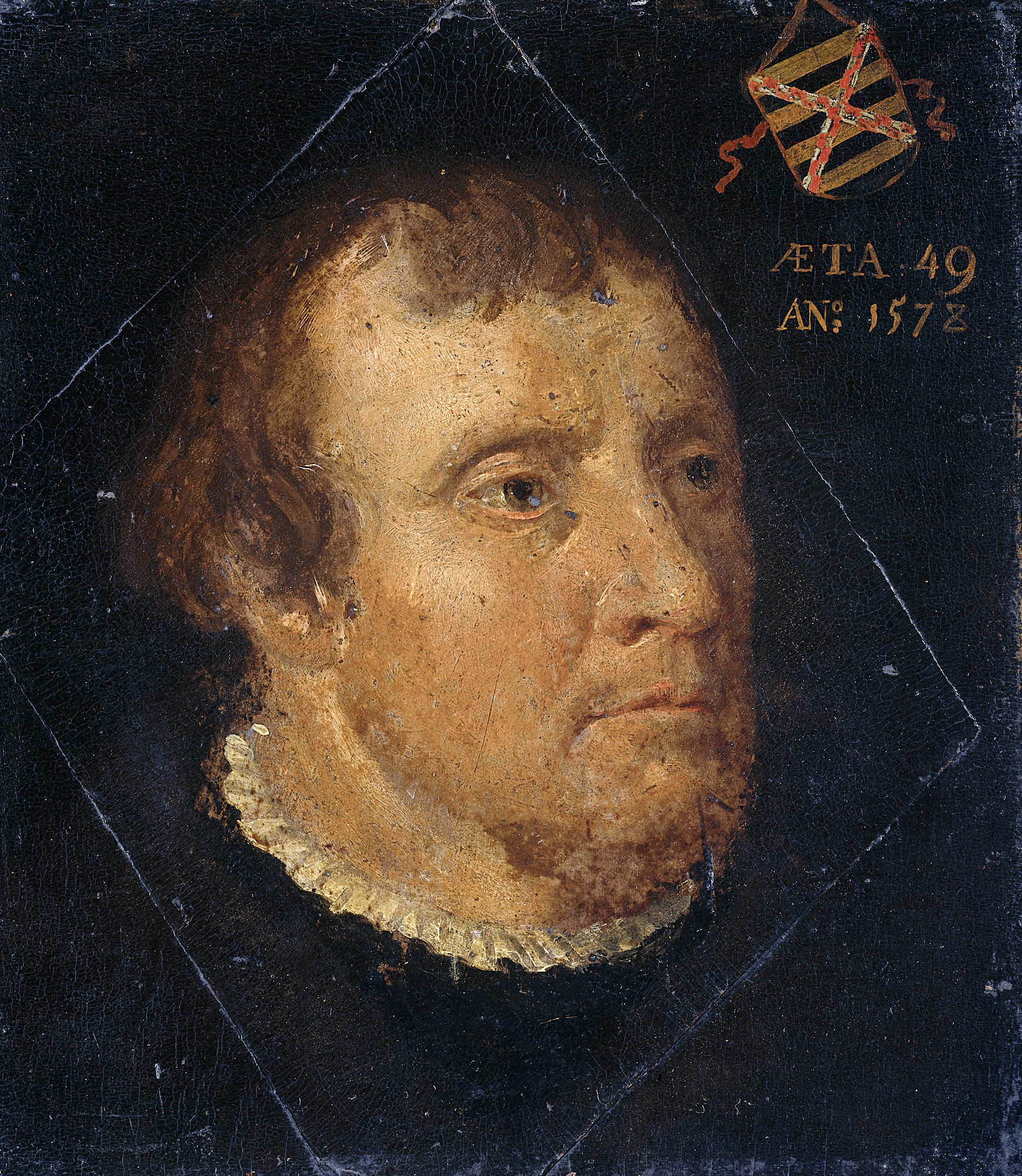
Willem Ploos van Amstel (1529–1603), Schout von Loosdrecht

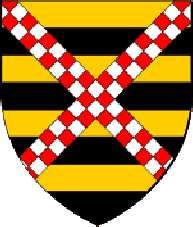
Stammwappen der altadligen Herren van Amstel

Die Familie hieß ursprünglich Ploos und war als Landbesitzer und lokale Verwalter tätig. Die gesicherte Stammlinie beginnt mit Willem Woutersz Ploos (* 1447), Schout (Schultheiß) von Loosdrecht. Ende des 16. Jahrhunderts beanspruchten sie das Wappen der altadeligen, ausgestorbenen Herren van Amstel, da sie sich als außereheliche Abstammung derer ansahen. Der französische König Ludwig XIII. verlieh Ariaen Ploos van Amstel (1585–1639), heer van Tienhoven mitsamt seinen ehelichen Nachkommen im Jahre 1621 den französischen Adel. 1636 ließ sich der holländische Statthalter Friedrich Heinrich von Oranien auf Intervention seitens Adriaen Ploos van Amstel, nun auch heer van Oudegein, Jutphaas, Lievendaal und ’t Geyn, zu einer Erklärung bewegen, dass diese Familie von den Van Amstel aus derer Linie zu Mijnden en de beide Loosdrechten entstammt. Ein Beweis dieser Abstammung konnte aber seitens der Familie nicht eindeutig erbracht werden. Zweige der Familie existierten und existieren des Weiteren in Amersfoort, Utrecht, Delft, Amsterdam und Südafrika. 1864 wurde die Familie mit dem Prädikat Jonkheer in den Neuen Niederländischen Adel integriert.

### Persönlichkeiten
- Willem Ploos van Amstel (1529–1603), Schout von Loosdrecht
- Adriaen Ploos van Amstel († 1646), heer van Langesteyn, Präsident van ’s-Hertogenbosch
- Adriaen Ploos van Amstel (1585–1639), heer van Tienhoven, ‘t Geyn, Jutphaas, Oudegein, französischer Adelsstand, Gecommitteerde zu den Staten-Generaal
- Cornelis Ploos van Amstel (1726–1798), Maler, Kupferstecher, Erfinder, Kunstsammler, Makler von Schiffen und Schiffszubehör
- Sara Troost (1732–1803), Malerin, verheiratet mit Jacob Ploos van Amstel
- Jacob Ploos van Amstel (1735–1784), Arzt und Drucker
- Adrianus Ploos van Amstel (1749–1816), Vorsitzender der Eerste Nationale Vergadering (Erste Nationalversammlung) der Bataafse Republiek
- Jan Adriaan Gijsbert Ploos van Amstel (1843–1894), Bürgermeister von Maasland und Wanneperveen
- Julie de Boor, geborene Unna, verwitwete Ploos van Amstel, (1848–1932), deutsche Porträtmalerin
- jhr. Gerardus Ploos van Amstel (1920–1999), Agent der Nederlandsche Bank in Middelburg, Familienhistoriker
- jhr. Jaap Ploos van Amstel (1926–2022), Künstler
- jhr. Walther Ploos van Amstel (1962), Professor an der Koninklijke Militaire Academie

## Wappen
Das Familienwappen der Ploos van Amstel besteht in Gold aus vier schwarzen Querbalken und einem schrägen Kreuz, das in zwei Reihen in Silber und Rot kariert ist, über allem und einer Krone mit elf Perlen darüber. Der Anspruch der Familie, von der mittelalterlichen Adelsfamilie Van Amstel abzustammen, konnte nicht nachgewiesen werden. Dennoch trägt die Familie Ploos van Amstel seit mehreren Jahrhunderten das Wappen dieser Familie.

Wappen aus 1864
Wappen aus 1865
Wappen aus 1922